# Kloster Santa María la Real de Nájera

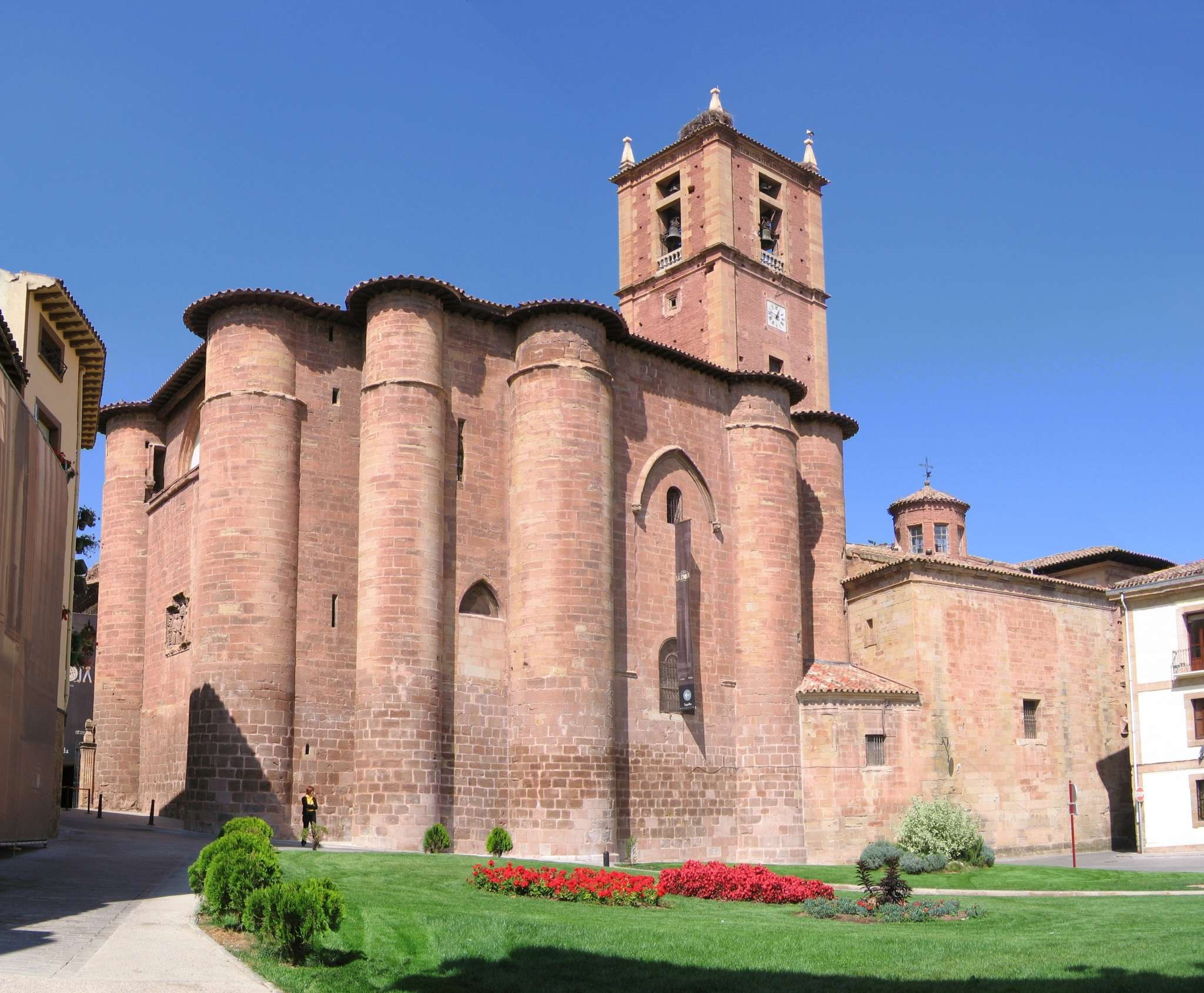
Chor der Kirche

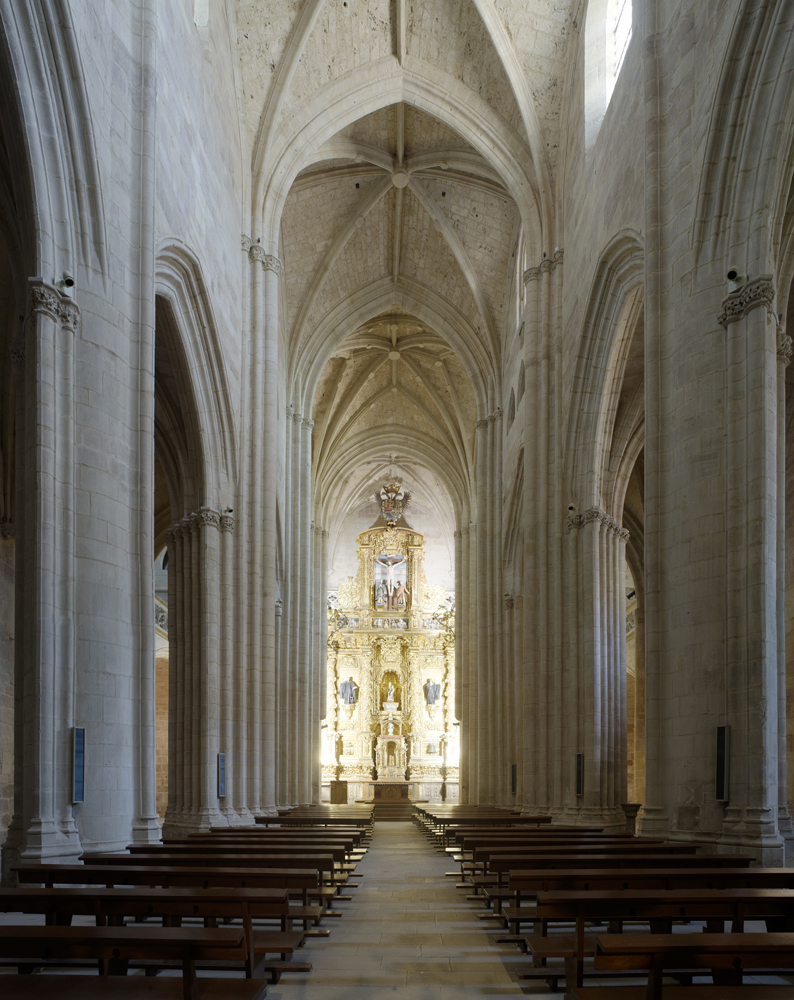
Hauptschiff

Das Kloster Santa María la Real de Nájera (Monasterio de Santa María la Real de Nájera) ist eine mittelalterliche Gründung. Hier befindet sich eine Grablege der Könige von Navarra. Es liegt auf dem Jakobsweg und ist damit Bestandteil des gleichnamigen Welterbes.

## Geografische Lage
Das Kloster liegt in der Altstadt von Nájera, in der Autonomen Gemeinschaft und Provinz La Rioja in Spanien. Historisch gehörte das Gebiet zum Königreich Navarra. Die Kirche des Klosters ist ganz nah an einen Felsabhang angebaut, in dem sich eine Höhle befindet, die in die Anlage einbezogen ist.

## Geschichte

### Gründungslegende

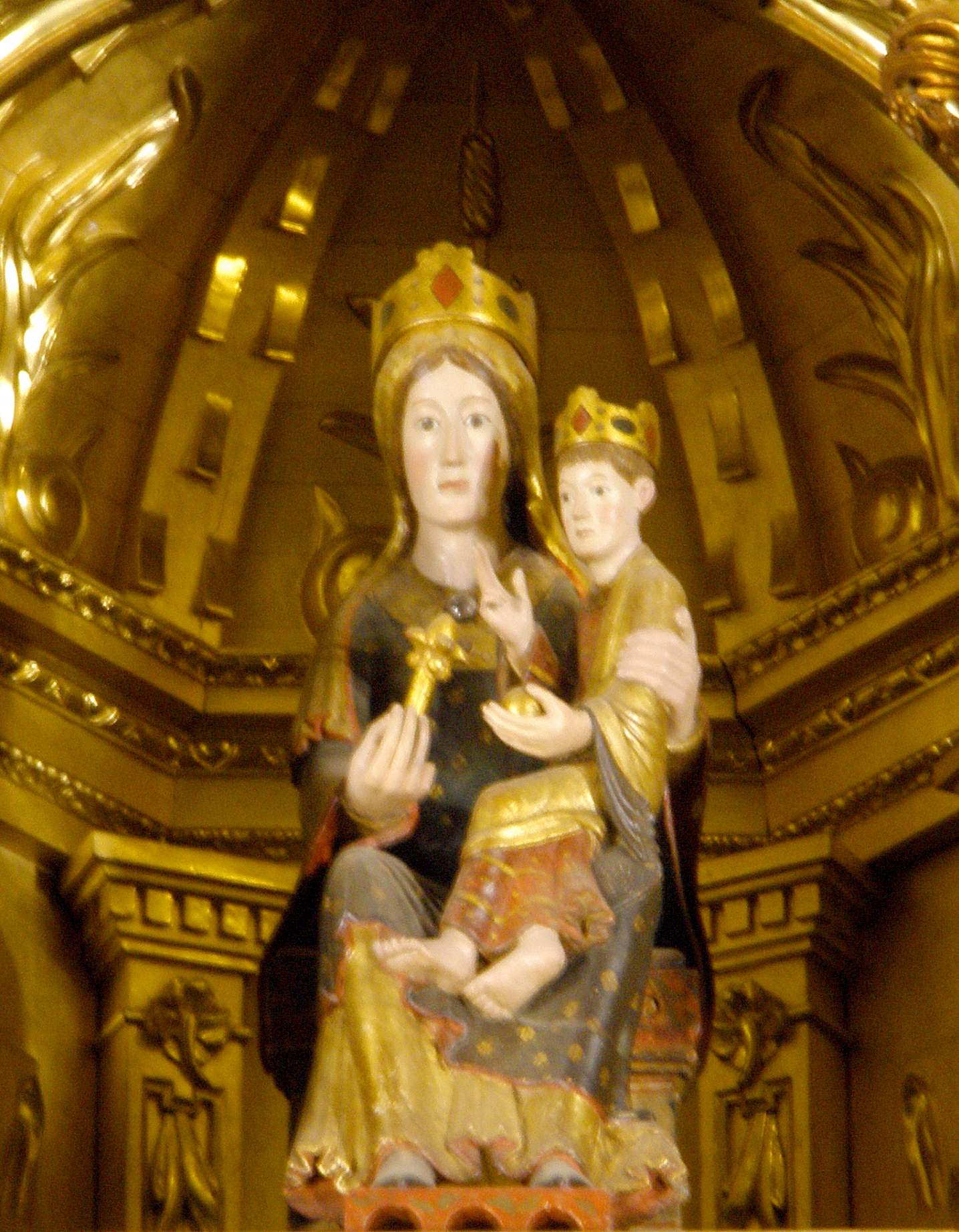
Die angeblich König García III. gefundene Marienstatue, heute im Hochaltar

König García III. von Navarra (er regierte von 1035 bis 1054) entdeckte 1044 auf der Jagd in einer Höhle ein Bild der Jungfrau Maria, einen Lilienstrauß (Symbol des Klosters), eine Lampe und eine Glocke. Der König beschloss, an dieser Stelle ein Kloster zu errichten. Das Bild wurde unter dem Namen María en la Cueva verehrt. Die Höhle, in der es gefunden worden sein soll, in die Anlage einbezogen.

### Anfänge
Der König stattete das Kloster mit wirtschaftlichen Grundlagen und Reliquien aus. Die Kirche des Klosters wurde am 12. Dezember 1052 geweiht. Der König starb in der Schlacht von Atapuerca und wurde im Kloster unter dem Marienbild, das sich damals noch in der Höhle befand, begraben. Unter seinem Sohn und Nachfolger, Sancho Garcés IV., wurde das Kloster fertig gestellt. Hier zogen Mönche des Orden de la Terraza ein, eines ersten Ritterordens, der im Zuge der Reconquista gegründet wurde. Sie feierten Gottesdienste nach dem westgotischen Ritus. Erst 1067 wurde der Römische Ritus eingeführt. Bis 1076 war Nájera zudem Bischofssitz, der in diesem Jahr nach Calahorra verlegt wurde. 1079 unterstellte König Alfons VI. die Gründung dem Kloster Cluny.

### Mittelalter und Frühe Neuzeit
In der Folgezeit wurde Navarra bis 1134 in Personalunion durch den König von Aragonien regiert. Dann erlangte das Königreich Navarra (Pamplona) unter der Herrschaft von König García IV. wieder seine Unabhängigkeit, das Kloster Santa María la Real de Nájera wurde wieder königliche Grablege.
1422 wurde mit den Arbeiten für die neue Kirche begonnen, die die ursprünglich romanische ersetzte. Die neue Kirche wurde 1453 fertiggestellt. 1486 wurde das Kloster wieder von Cluny unabhängig. Ein neues Refektorium entstand 1513 und der neue Kreuzgang ab 1517.
Im Comuneros-Aufstand (1520–1522) wurde das Kloster durch königliche Truppen geplündert.
Zwischen 1621 und 1625 erhielt die Kirche eine neue Fassade.

### Neuzeit
Im Spanischen Unabhängigkeitskrieg wurde das Kloster erneut geplündert, sowohl durch französische Truppen als auch durch Aufständische.
1835, anlässlich der Desamortización, wurden die Mönche vertrieben und das Kloster aufgelöst. In der Folgezeit entstanden – auch durch die unterwertige Nutzung – viele Schäden und Verluste an der Bausubstanz. Die Gebäude wurden als Lagerhaus, Schule, Stierkampfarena, Theater und Kaserne genutzt, von 1845 bis 1885 die Kirche als örtliche Pfarrkirche.
1889 wurde zunächst der Kreuzgang zum Kulturdenkmal (Bien de Interés Cultural) erklärt. 1895 ließ sich hier eine Gemeinschaft von Franziskanern nieder und begann die Anlage wieder herzustellen, ab 1909 unterstützt vom Staat. 1959 wurde als Träger für die Baulast eine eigene Organisation, Patronato de Santa María la Real, gegründet, der heute die Autonomen Gemeinschaften Navarra und La Rioja, die Gemeinden Guipúzcoa, Vizcaya, Álava, Logroño und Nájera sowie der Franziskanerorden angehören.

## Baulichkeiten
Das Kloster Santa María la Real de Nájera zeigt eine bunte Mischung verschiedener Stile. Um Angriffe abzuwehren, ist das Kloster zum Teil wie eine Verteidigungsanlage ausgebaut: Hohe Mauern, wenige Fenster nach außen, Strebepfeiler, die als Bastionen dienten.

### Die Kirche

#### Gebäude
Die heutige dreischiffige Kirche wurde zwischen 1422 und 1453 erbaut und ersetzte ein romanisches Bauwerk. Die neue Kirche wurde im gotischen Stil errichtet, in schlanken und schlichten Formen, nutzte dabei aber die Fundamente des Vorgängerbaus. Einfache Kreuzrippengewölbe decken die Schiffe. Der Chor entstand zwischen 1493 und 1495 auf viereckigem Grundriss. Hier wurden sternförmige Gewölbe eingebaut.

#### Die Höhle
Im rückwärtigen Teil des Mittelschiffes befindet sich die Höhle, in der König García III. von Navarra 1044 das Bild der Jungfrau Maria gefunden haben soll. Sie ist eine von vielen, die es in der Gegend von Nájera gibt und die ganz unterschiedlich genutzt wurden. Dem Marienbild schrieb der König in der Folge seine Siege in den Eroberungskriegen gegen die Muslime zu. Bis zum Bau des Hauptaltars im 17. Jahrhundert war dieses Bild in der Höhle aufgestellt. 1845 wurde es durch ein anderes ersetzt, eine gotische Mariendarstellung vom Ende des 13. Jahrhunderts, die sich zuvor in der Schlosskapelle befand. Der Eingang der Höhle wird links und rechts von den Figuren König García III. von Navarra und seiner Frau, Königin Estefanía, flankiert, den Gründern des Klosters.
Die Höhle war einer der Orte, die von vielen Adligen und Ordensleuten zur Bestattung gewählt wurden. Bis zu den Restaurierungsarbeiten Ende des 20. Jahrhunderts befanden sich diese Gräber im Boden der Anlage.

#### Ausstattung

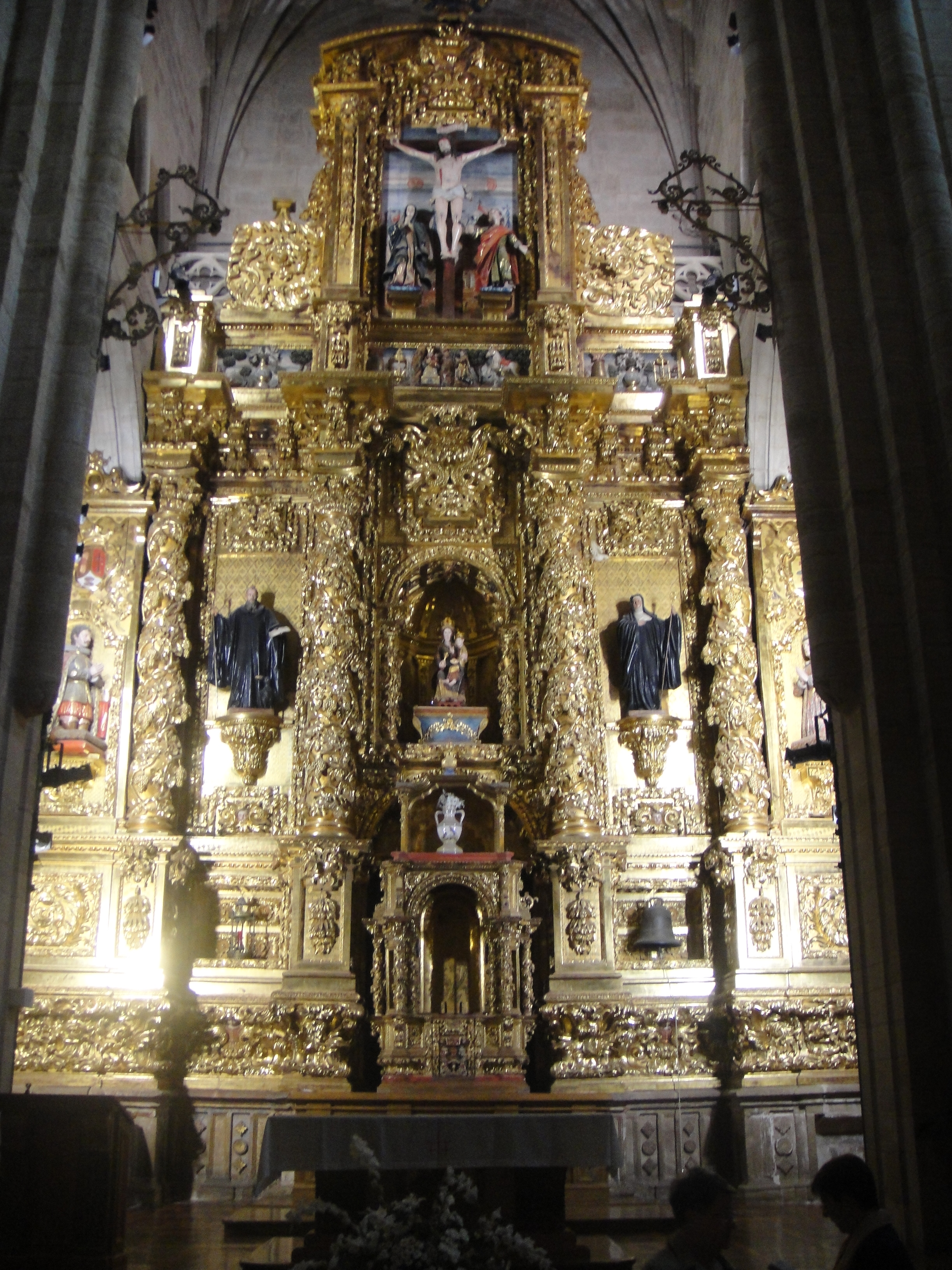
Hochaltar von 1690

1056 wurde für die Kirche ein Retabel mit Gold, Email und Edelsteinen von einem Almanius gefertigt, das aber nicht erhalten ist oder heute nicht mehr identifiziert werden kann.
Der barocke Hauptaltar, der um 1690 entstand, ist komplett vergoldet und unter dem Horror vacui der damaligen Zeit im Stil des Churriguerismus über und über flächendeckend dekoriert. Flankiert wird der Altar durch „Salomonische Säulen“, die mit Trauben und Weinblättern geschmückt sind. Im zentralen Teil befindet sich der Schrein mit dem Bild der Heiligen Jungfrau, das König García III. 1044 angeblich in der Höhle gefunden haben soll. Es ist eine geschnitzte mittelalterliche Holz-Skulptur aus dem 12. Jahrhundert. Sie existierte also zu der Zeit, als König García III. sie in der Höhle vorgefunden haben soll, noch gar nicht. Die Figur ist nur auf der Vorderseite polychrom gefasst. Sie zeigt die Jungfrau, die das Jesuskind hält, das mit seiner rechten Hand den Segen erteilt, und in der linken eine Kugel hält. Das Bild ist von den Gründern des Benediktinerordens, Heiliger Benedikt (für den Männer-Orden, rechts) und der Heiligen Scholastika (für den Frauen-Orden, links), sowie den Gründern des Klosters Santa María la Real de Nájera, König García III. (rechts) und seiner Frau, Königin Estefanía (links), flankiert. Darüber befindet sich eine Kreuzigungsszene, ganz oben aber Wappen Karls I./V.
Im linken Seitenschiff befindet sich eine Nachbildung des früheren Hauptaltars, der vor dem Bau des heutigen Altars existierte. Das Altarbild, Christus umgeben von musizierenden Engeln, stammt von Hans Memling und befindet sich heute im Königlichen Museum der Schönen Künste in Antwerpen.
Das Chorgestühl wurde 1493 ergänzt. Es ist ein Meisterwerk der Spätgotik. Die Schnitzereien der Rückenlehnen sind alle unterschiedlich gestaltet und stellen religiöse Symbole, Szenen des täglichen Lebens und zeitgenössische Personen dar. Auf dem Stuhl des Abtes ist König García III. dargestellt.

### Grablegen des Königshauses

#### Königliche Grablege

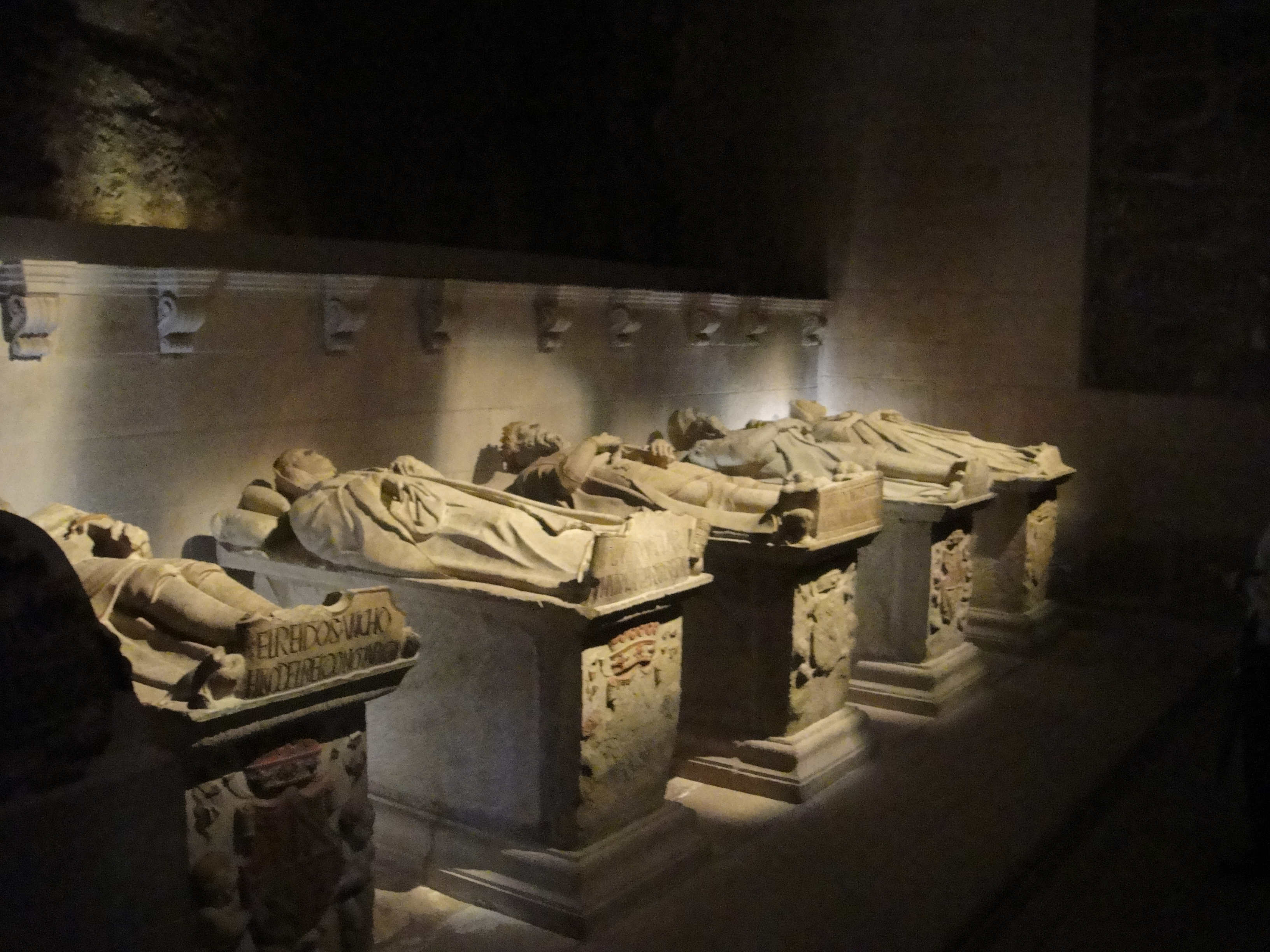
Königliche Grablege

Am Westende der Kirche, zu beiden Seiten des Eingangs zur Höhle, befinden sich Gräber der Könige und Königinnen von Navarra aus dem Haus Jiménez (918 bis 1234). Die Grablege im Kloster Santa María la Real de Nájera trat damit die Nachfolge der Grablege im Kloster San Salvador de Leyre an, wo die ersten Könige der Dynastie bestattet wurden. Unter anderem sind in Nájera bestattet:
- König  Sancho II. von Navarra und seine Frau, Königin Urraca Fernández
- König García III. von Navarra und seine Frau, Königin Estefanía, die Gründer des Klosters
- König Sancho IV. von Navarra und seine Frauen, die Königinnen Placencia von der Normandie und Sancha von Kastilien; sieben seiner Kinder sind in der Grablege der Prinzen bestattet.
- König Sancho VI. von Navarra

Die Grabdenkmäler sind sehr viel jünger als die Bestattungen selbst und erst in der Renaissance 1556–1559 geschaffen und hier aufgestellt worden. Auf den Sarkophagen aus weißem Stein sind die liegenden Figuren der Beigesetzten dargestellt.

#### Grablege der Prinzen

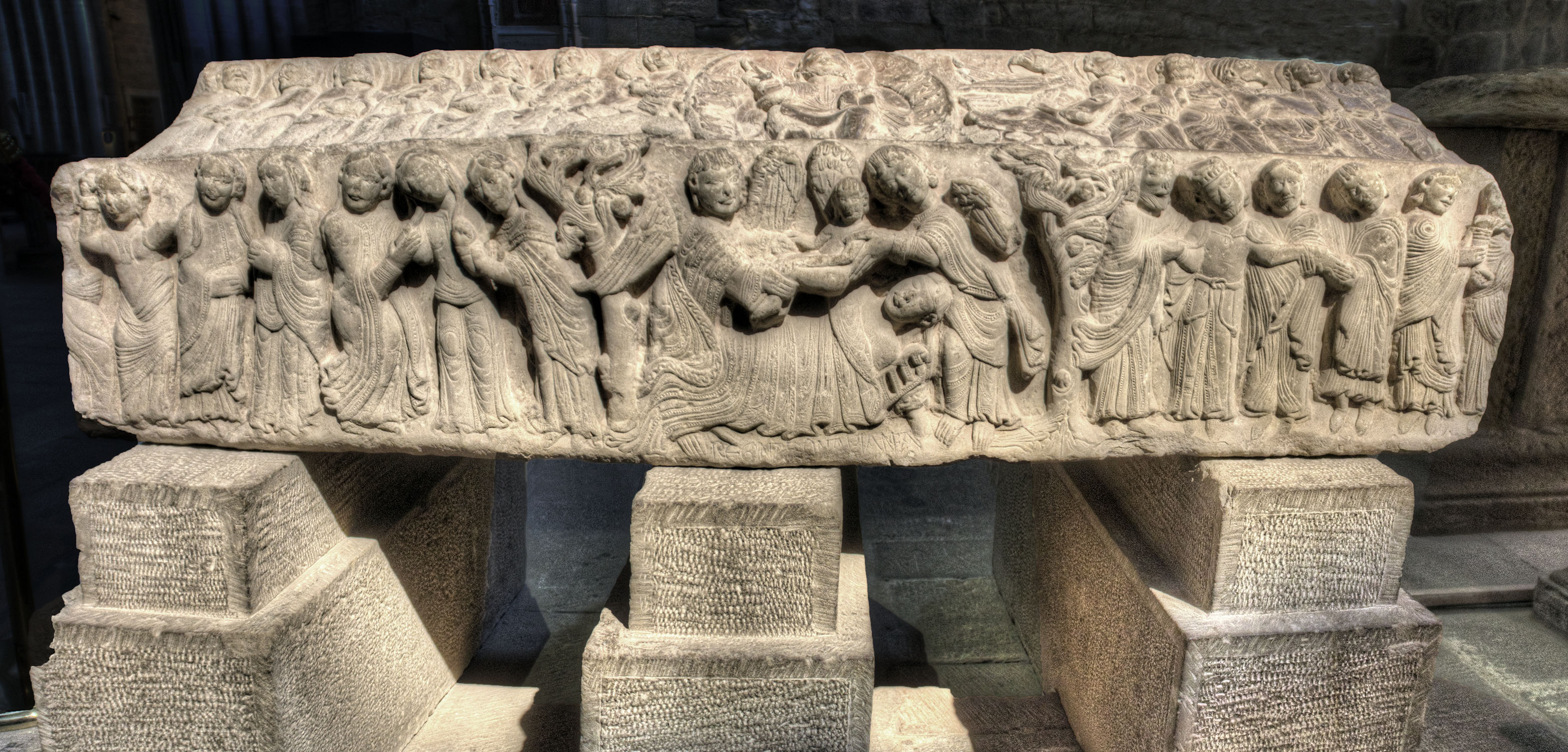
Deckel des Sarkophages der Blanca Garcés de Navarra

Auf der rechten Seite des Mittelschiffes befindet sich die Grablege der Prinzen (Panteón de los infantes). Hier sind Mitglieder des Königshauses bestattet, die nicht selbst regierten. Hervorzuheben ist der Sarkophagdeckel der Blanca Garcés de Navarra, die jung im Kindbett starb. Dieser Sarkophagdeckel ist der einzige romanische, der original erhalten ist. Es stammt aus dem 12. Jahrhundert und ist mit Basreliefs verziert, die verschiedene Szenen zeigen: Christus als Weltenrichter in der Mandorla – einmalig auf einem romanischen Sarkophag. Auf den Schrägen des Deckels sind die Apostel dargestellt. Darunter ist die Sterbeszene gezeigt: Engel nehmen sich der Seele der Königin an, die – nach byzantinischem Vorbild – als nacktes Kind dargestellt ist. Daneben steht der trauernde König. Weitere Szenen stellen die klugen und törichten Jungfrauen, die Anbetung der Heiligen Drei Könige und den Kindermord in Bethlehem dar.

### Grablege der Herzöge von Nájera
Neben dem Kapitelsaal befindet sich die Grablege der Herzöge von Nájera. Don Pedro Manrique de Lara wurde am 30. August 1482 von den Katholischen Königen zum Herzog von Nájera erhoben. Das Haus starb 1600 in der männlichen Linie aus. Unter den Gräbern hervorzuheben sind das von
- Herzog Pedro Manrique III. de Lara, unter Ferdinand II., dem Katholischen, an der Eroberung Granadas teilnahm und als ab 1512 als Vizekönig von Navarra regierte;
- Juan Esteban Manrique de Lara, der ab 1521 Vizekönig von Navarra war und unter dem der später heiliggesprochene Ignatius von Loyola bei der Belagerung von Pamplona kämpfte.

### Kreuzgang

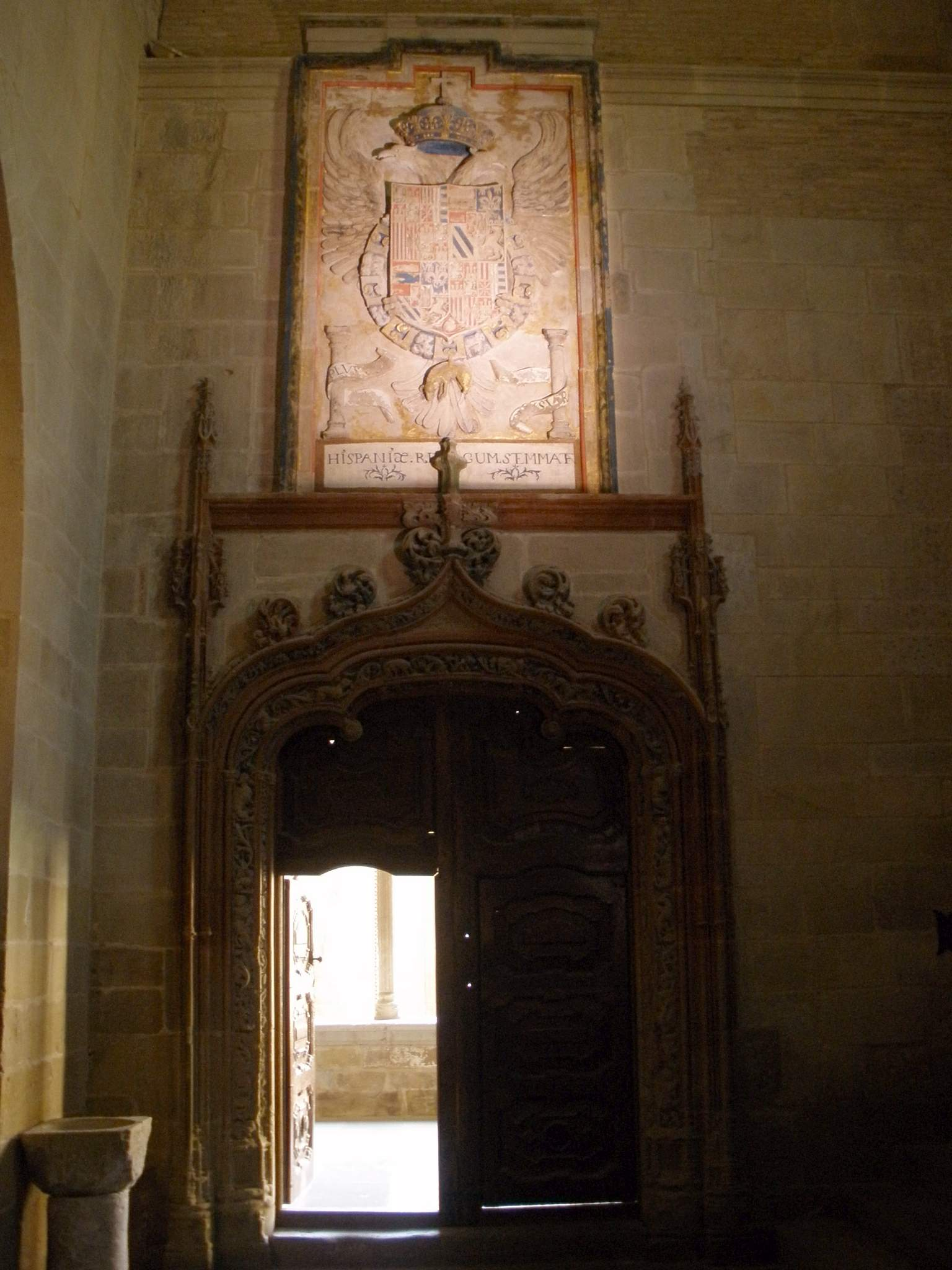
Puerta de Carlos I, Tor zum Kreuzgang

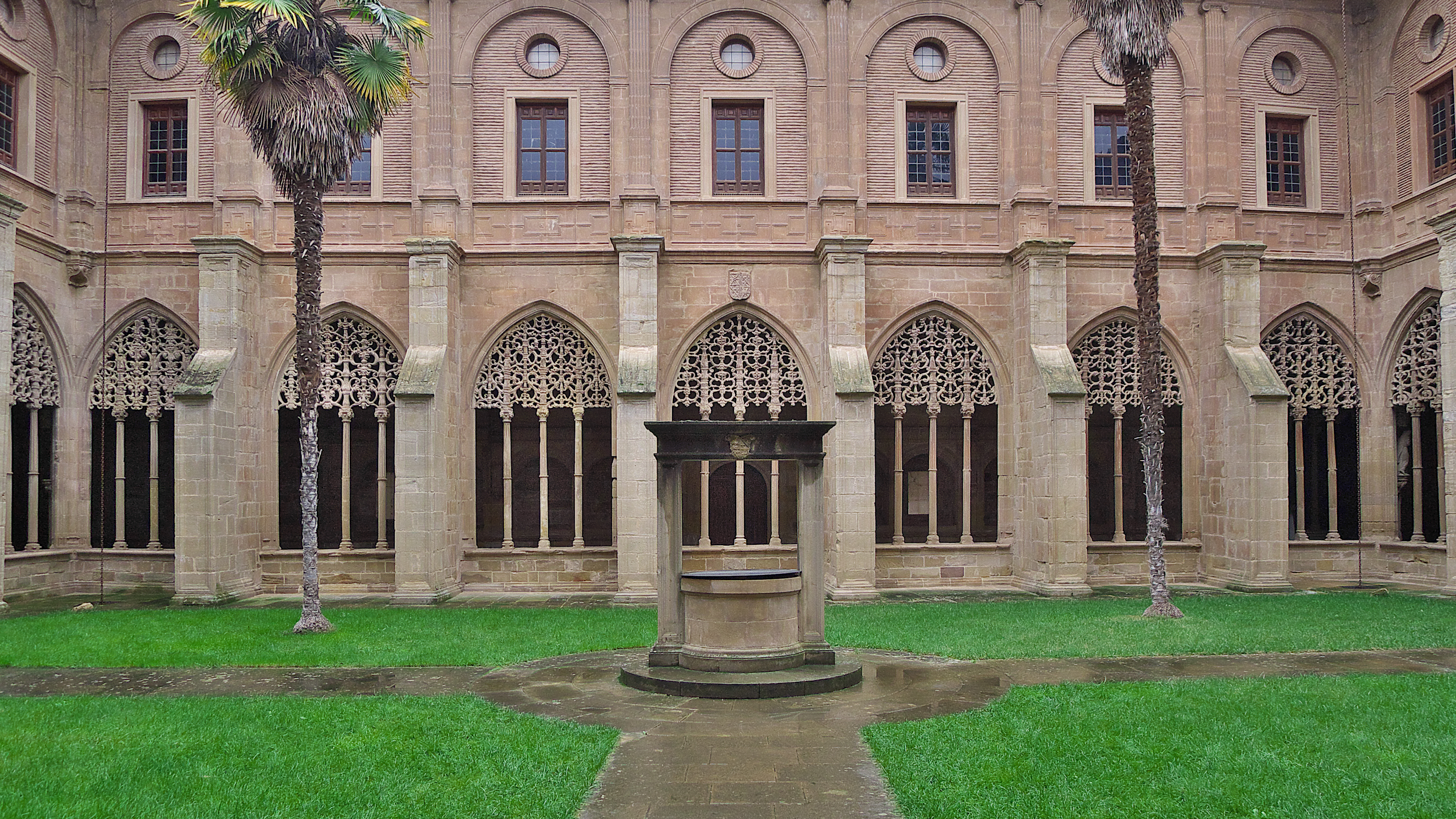
Kreuzgang

Besucher betreten den Kreuzgang durch einen Vorraum, zugleich das Treppenhaus zum oberen Stockwerk des Kreuzgangs. Diese Treppe, „Königstreppe“ genannt, ist im Stil der Renaissance erbaut und wird von einer halbkugelförmigen Kuppel überdacht, die mit Kassetten in Trompe-l’œil bemalt ist. Das zentrale Motiv der Dekoration ist ein Pelikan, der das Baujahr, 1594, zeigt. Von diesem Vorraum führt ein prächtiges Renaissance-Portal, die Puerta de Carlos I, das Karl I./V. spendiert hat, in die ebenerdige Etage des Kreuzgangs. Das Portal ist extravagant gestaltet und mit einem großen königlichen Wappen Karls und einem zweiköpfigen Adler verziert.
Der König hat auch großzügig zum Bau des Kreuzgangs beigetragen, der zwischen 1517 und 1528 im Stil spätester Gotik erbaut wurde, über und über dekoriert, nicht mit Maßwerk, sondern einer Füllung, die an textile Spitze erinnert, in reiner Renaissance, wobei jeder der 24 Bögen ein eigenes Muster aufweist. Sie stehen auf schlanken Säulen. Auch die dort aufgestellten Grabsteine entsprechen diesem Stil. Das Obergeschoss des Kreuzgangs wurde erst 1571 bis 1581 aufgesetzt. Während des 19. Jahrhunderts verschlechterte sich der Zustand des Kreuzgangs erheblich. Vorerst ist nur das untere Geschoss wieder hergestellt.
Auf der Westseite des Kreuzgangs befindet sich die Kapelle mit dem Grab von Mécia Lópes de Haro, in zweiter Ehe Königin von Portugal. Sie war die Frau des portugiesischen Königs Sancho II. Als er 1248 starb, kehrte Mencía nach Nájera zurück, wo sie bis zu ihrem Tod 1272 lebte. Der Sarkophag stammt aus dem 13. Jahrhundert und ist mit den Wappen Portugals und López de Haro versehen. Neben dem Grab von Mencía liegen ihre Brüder und das Grab von Garci Lasso Ruiz de la Vega, der 1367 in der Schlacht von Nájera starb. Im Kreuzgang befinden sich weiter zahlreiche Adels-Gräber aus der Zeit vom 16. bis ins 18. Jahrhundert, deren Grabmäler aber nicht alle erhalten sind.

## Wissenswert
Auf der Imperial State Crown, Teil der britischen Kronjuwelen, befindet sich auf der Vorderseite, in der Mitte des Kreuzes, der „Rubin des Schwarzen Prinzen“, eines Spinell. Er soll von einer Marienstatue des Klosters Santa Maria la Real de Nájera stammen und dem Schwarzen Prinzen von König Peter I. geschenkt worden sein, den er militärisch unterstützt hatte.